# Ashleigh Chisholm
Ashleigh Chisholm (6 de Junho de 1990) é uma jovem atriz australiana.
Sua primeira aparição na TV foi na série Home and Away, em 1998, como a personagem Jenelle.
Depois ela foi convidada para participar da série Clube do Travesseiro em um dos papéis principais, como a personagem Felicity Sidebotham.

## Televisão
- Submerged... Jennifer - 2011
- Clube do Travesseiro...Felicity (Fliss) Sidebotham'-2003
- Home and Away-1998